# Happy Ero Christmas
Happy Ero Christmas (해피 에로 크리스마스?, Haepi ero KeurisemaseuLR, Haep‘i ero K‘ŭrisŭmasŭMR), abbreviazione per Happy Erotic Christmas, è un film del 2003 diretto da Lee Kun-dong.

## Trama
Sung Byung-ki è un onesto e timido poliziotto che si innamora a prima vista della bella Heo Min-kyung. Se da un lato la giovane non si accorge dei sentimenti del ragazzo, dall'altro uno dei capi della mafia locale, Bang Seok-doo, intende privare con la forza Min-kyung della sua verginità il giorno di Natale. Sung Byung-ki decide così di intervenire.

## Distribuzione
In Corea del Sud, Happy Ero Christmas è stato distribuito da Tube Entertainment a partire dal 17 dicembre 2003.